# チョコレート・ウォッチバンド
チョコレート・ウォッチバンド（The Chocolate Watchband）は1965年にカリフォルニア州ロスアルトスで結成されたアメリカのガレージ・ロックバンド。

## 概要
バンド存続中に数度のメンバーチェンジを経験。サイケデリックとガレージ・ロックの要素を併せ持つ彼らのサウンドは、デヴィッド・アギラーのリード・ヴォーカルとソングライティング、そしてプロト・パンク的な音楽アレンジが特徴的だった。その反抗的な音楽的姿勢から、彼らは当時のハード・エッジなグループのひとつとなり、多くの批評家は彼らをアメリカのローリング・ストーンズへの回答だと評した。
チョコレート・ウォッチバンドは1966年にタワー・レコード（有名CDショップとは無関係）と契約し、1967年に最初のシングル "Sweet Young Thing "をリリース。その年の暮れ、バンドはデビュー・アルバム『No Way Out』をリリース。このアルバムは全米チャートには入らなかったが、バンドはサンノゼとサンフランシスコ・ベイエリアで絶大な支持を得た。1968年にはセカンド・アルバム『The Inner Mystique』をリリースし、バンドで最も人気のある曲、「I'm Not Like Everybody Else」のカヴァー・ヴァージョンを収録した。1969年、レコーディング・セッションの途中でマーク・ルーミスが脱退したため、バンドはラスト・アルバム『One Step Beyond』をリリースしたが、デヴィッド・アギラーがヴォーカルとして参加しておらず、過去の作品を示すような高い評価は得られなかった。チョコレート・ウォッチバンドは1970年に正式に解散し、再び再結成するつもりはなかった。
1970年の解散後、1980年代後半から1990年代にかけてサイケデリック・ロックやガレージ・ロックへの関心が高まったことで、このグループは世間の注目を集め、オリジナル盤はコレクターズ・アイテムとなり、個人間売買では100米ドル以上で取引されるようになった。1983年にはライノ・レコードからベスト盤がリリースされ、一方、サンデイズド・ミュージックやその他のレーベルは、ボーナス・トラックを含むオリジナル・アルバムをコンパクト・ディスクで再発した。バンド脱退後、メンバーはそれぞれ音楽以外の道に進んでいた。アギラールはバンド解散後、天文学の教授として働いていた。
バンドは1999年に再結成し、デイブ・アギラー、ティム・アボット（再結成から手を引いたマーク・ルーミスの後任）、ビル・フローレス、ゲイリー・アンドリヤセビッチ、そしてショーン・トルビーの代わりにマイケル・リースがギタリストとして加わった。2000年に国際的なツアーを開始し、2001年にはニューヨークのカヴェストンプでのライヴとライヴ・アルバム『At the Love-In Live! また、キャブストンプ公演とライヴ・アルバムの間にスタジオ・アルバム『Get Away』を発表した。その後、ヨーロッパとアメリカで公演を行っている。2005年、『Melts in Your Brain . . Not on Your Wrist』という、チョコレート・ウォッチバンドのタワーとアップタウンの全音源を収録した2枚組CDがリリースされた。
2013年6月、チョコレート・ウォッチバンドは地元サンノゼのレコーディング・スタジオに戻り、新しいアルバム制作に取り掛かった。2015年から現在（2018年）までのバンドのラインナップは、リード・ギターとヴォーカルがティム・アボット、ドラムがゲイリー・アンドリジャセヴィッチ、ヴォーカル、キーボード、ハーモニカがデヴィッド・アギラー、ベースとバッキング・ヴォーカルがアレック・パラオ、ギターとヴォーカルがデレク・シーである。出来上がったアルバム『This Is My Voice』は2019年にリリースされ、批評家から高い評価を得た。リードオフシングル「Secret Rendezvous」は、2019年2月にリトル・スティーブンのアンダーグラウンド・ガレージ番組で「Coolest Song In The World」として取り上げられた。
最初にレコーディングされた曲は、2009年に亡くなったスカイ・サクソンへのトリビュートだった。創設メンバーのマーク・ルーミスは2014年9月26日にハワイで死去した。

デヴィッド・アギラーより：
これはバンドにいた私たち全員にとって悲しい瞬間だ。私はマークの脱退と脱退をよく理解できなかったが、後年、彼はバンドを解散することに深い後悔を表明した。しかし、その時点では、あの魔法のような瞬間を復活させる方法はなかった。彼のギター・ワークにはいつも驚嘆し、時が経つにつれ、彼の音楽的能力とユニークなギター・プレイに対する称賛は、膨張する宇宙のように大きくなっていった。そのすべてが永久に過去のものとなってしまったことを知ると、どれほど悲しい気持ちになることか。心の中で言えるのは、ウォッチバンドを実現させてくれたマークに感謝するということだけだ。そして僕をリード・シンガーに選んでくれてありがとう。ファンのみんなと一緒に-あなたの音符はいつまでも奏でられます。

## ディスコグラフィー

### シングル
- "Sweet Young Thing" b/w "Baby Blue" (Uptown 740) (1967)
- "Misty Lane" b/w "She Weaves a Tender Trap" (Uptown 749) (1967)
- "Are You Gonna Be There (At the Love-In)" b/w "No Way Out" (Tower 373) (1967)

### アルバム
- No Way Out (Tower ST 5096) (1967)
- The Inner Mystique (Tower ST 5106) (1968)
- One Step Beyond: (Tower ST 5153) (1969) (as The Chocolate Watchband)
- Get Away (Orchard 3716) (2000)
- At the Love-In Live! (Roir 8272) (2001)
- Revolutions Reinvented (Twenty Stone Blatt BAMF 41) (2012)
- This Is My Voice (Dirty Water Records DWC1117) (2019)

### コンピレーション
- The Best of the Chocolate Watchband (Rhino RNLP-108) (1983)
- Forty Four (Big Beat WIKA 25) (1984)
- Melts in Your Brain...Not On Your Wrist! (Big Beat CDWIK2 249) (2005)

## メンバー
- ダニー・フェイ - リード・ヴォーカル（1965年、1968-69年）
- デヴィッド・アギラー - リード・ヴォーカル、ハーモニカ、キーボード、ギター、シンセ（1966-67年、1999-現在）
- ビル・フローレス：ベース、バッキング・ヴォーカル（1966-69年、1999-2001年）
- マーク・ルーミス：リード・ギター、キーボード（1965-67年、1968-69年
- ショーン・トルビー - リズム・ギター (1966-67; 1968-69)
- ゲイリー・アンドリヤセヴィッチ - ドラム、バッキング・ヴォーカル（1965-67年、1968-69年、1999年-現在）
- クリス・フリンダース - リード・ヴォーカル（1967年）
- ティム・アボット - リード・ギター（1967年、1999年～現在
- マーク・ウィテカー - ドラム（1967年）
- ネッド・トーニー - ギター（1965年、2003年～2004年、キーボード（1968年～69年）
- マイケル・リース - ギター (1999-2001)
- アレック・パラオ - ベース、バッキング・ヴォーカル（2001年～現在）
- デレク・シー - ギター、ヴォーカル、キーボード（2015年～現在）
- ジョー・ケムリング - キーボード（1965年～66年）
- リッチ・ヤング - ベース（1965年）
- ダリル・フーパー - キーボード、ギター（2012年～2015年）